# Hubikowa Skała

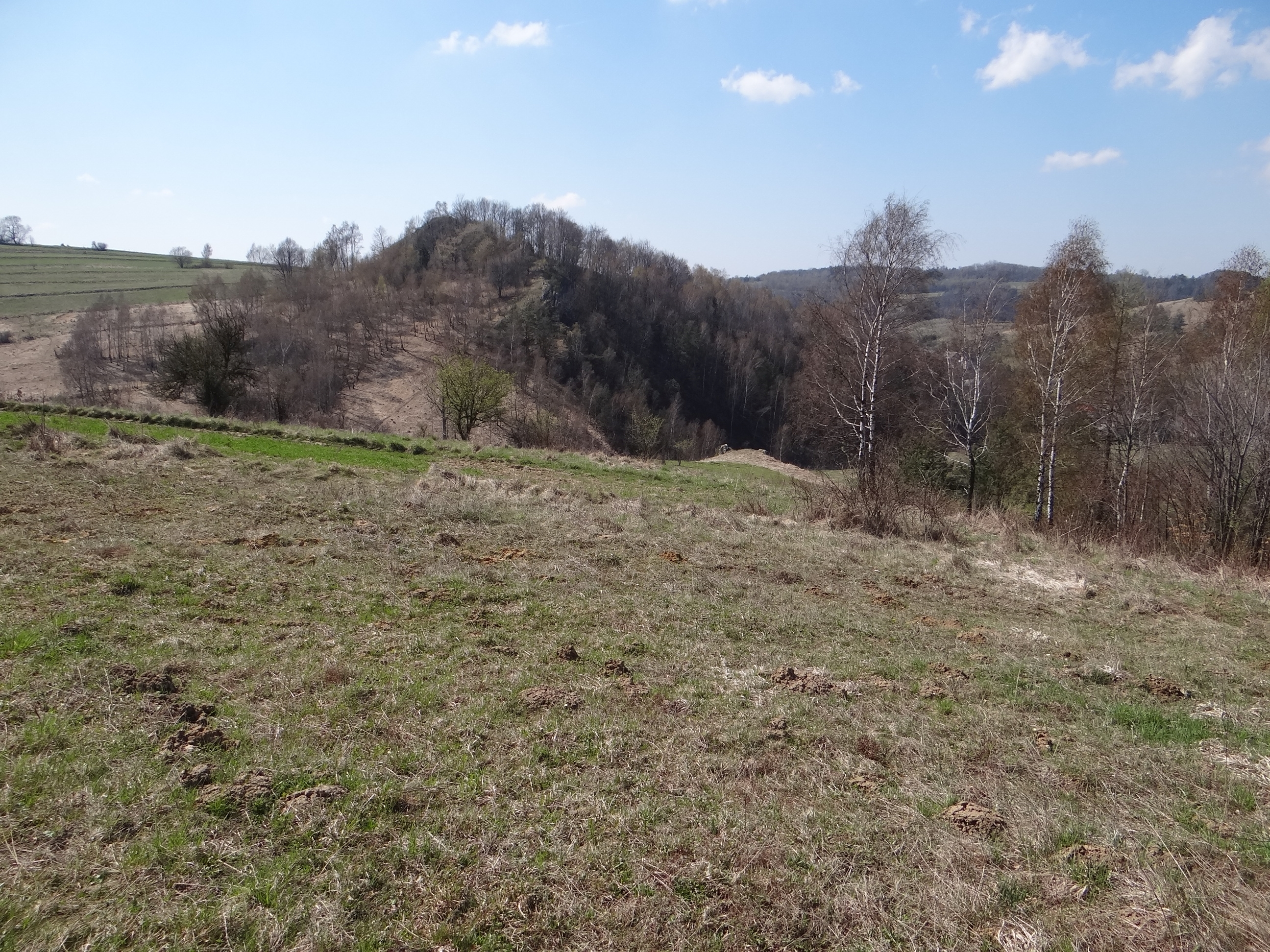

Hubikowa Skała – skała w miejscowości Racławice w województwie małopolskim, w powiecie krakowskim, w gminie Jerzmanowice-Przeginia. Wznosi się w lewych (wschodnich) zboczach górnej części Doliny Racławki Jest to obszar Wyżyny Olkuskiej w obrębie Wyżyny Krakowsko-Częstochowskiej.
Hubikowa Skała wznosi się na wysokość około 445 m n.p.m. i około 20 m powyżej dna bocznej dolinki Doły. Po drugiej stronie tej dolinki, w odległości około 200 m na północny wschód wśród pól uprawnych wznosi się samotna skała Racuch. Obydwie skały zbudowane są z wapieni pochodzących z późnej jury. Hubikową Skałę porastają drzewa. 
W Hubikowej Skale znajduje się niewielka jaskinia Schronisko na Grani.